# 넬로 파자피니

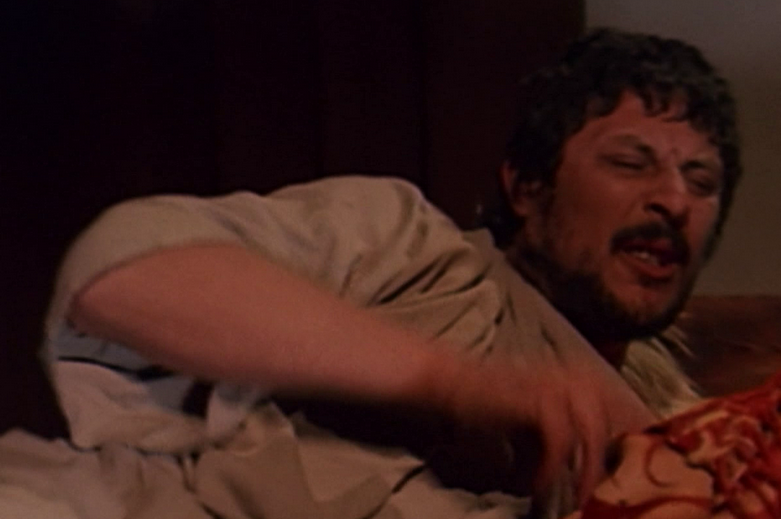

넬로 파자피니(Nello Pazzafini, 1933년 5월 15일 ~ 1997년 11월 27일)는 이탈리아의 영화배우이다.
로마에서 태어났으며 오스티아에서 사망하였다. 사인은 당뇨병이다.

## 영화
- 바바리안 (1987년)
- 더블 트라블 (1984년)
- 살라맨더 (1981년)
- 스타 오딧세이 (1979년)
- 미친 개 (1977년)
- 프랑크와 토니 (1973년)
- 신디케이트 워 (1973년)
- 제나벨 (1969년)
- 애니원 캔 플레이 (1968년)
- 황야의 대추적 (1968년)
- La Morte Non Conta I Dollari (1967년)
- 빅 건다운 (1966년)
- 맨 콜드 겟 킬드 (1966년)
- 황야의 은화 1불 (1966년)
- 미녀 헬렌과 파라온 (1964년)
- 코난 마시스테 (1962년)
- 오드의 투기장 (1961년)